# Guillermo Saavedra (football)
Pour les articles homonymes, voir Guillermo Saavedra et Saavedra.
Guillermo Saavedra Tapia (né le 5 novembre 1903 à Rancagua et mort le 12 mai 1957) est un footballeur international chilien, qui jouait milieu de terrain.

## Biographie
Surnommé Monumento, il a joué milieu de terrain pendant sa carrière pour les clubs de Caupolicán et de Rancagua et le club de Santiago de Colo-Colo. 
Avec le Chili, il fait partie des joueurs chiliens sélectionnés par l'entraîneur György Orth qui disputent la Coupe du monde de football 1930 en Uruguay. 
Le Chili finit 2e du groupe A derrière l'Argentine, mais devant la France et le Mexique, mais cela ne suffit à les qualifier pour les demi-finales.